# Инино
Инино — деревня в Жуковском районе Калужской области, в составе сельского поселения «Деревня Чубарово».

## Этимология
По одной из версий, Инна — уменьшительное мужское имя, от Иннокентий

## География
Расположена на севере Калужской области, на берегах реки Кремёнки,  на административной границе Калужской области и Новой Москвы. Рядом деревня Орион. 

## История
В 1782 году сельцо Боровского уезда, Гаврилы Алексея Завалишина, на речке Кремнишины.
Далее владел Афанасий Гаврилович Завалишин(1877—1853), действительный статский советник.
По Декрету ВЦИК от 13.02.1924 «Об административном делении Калужской губернии» селения Чубаровской волости — Борисково, Инино, Круглино, Макарово, Олихово, Орехово, Сережино, Собакино, Сухоносово, Чубарово, Успенские хутора Боровского уезда включаются в состав Тарутинской волости Малоярославецкого уезда.
23 октября 1941 года на восточном берегу Нара, на рубеже Инино — Ольхово, оборонялись бойцы 10-й воздушно-десантной бригады.

## Население
| 2002 | 2010 |
| ---- | ---- |
| 0    | →0   |